# Paretroplus damii
Paretroplus damii é uma espécie de peixe da família Cichlidae. 
É endémica de Madagáscar. Os seus habitats naturais são: rios. 